# 新宮熊野神社

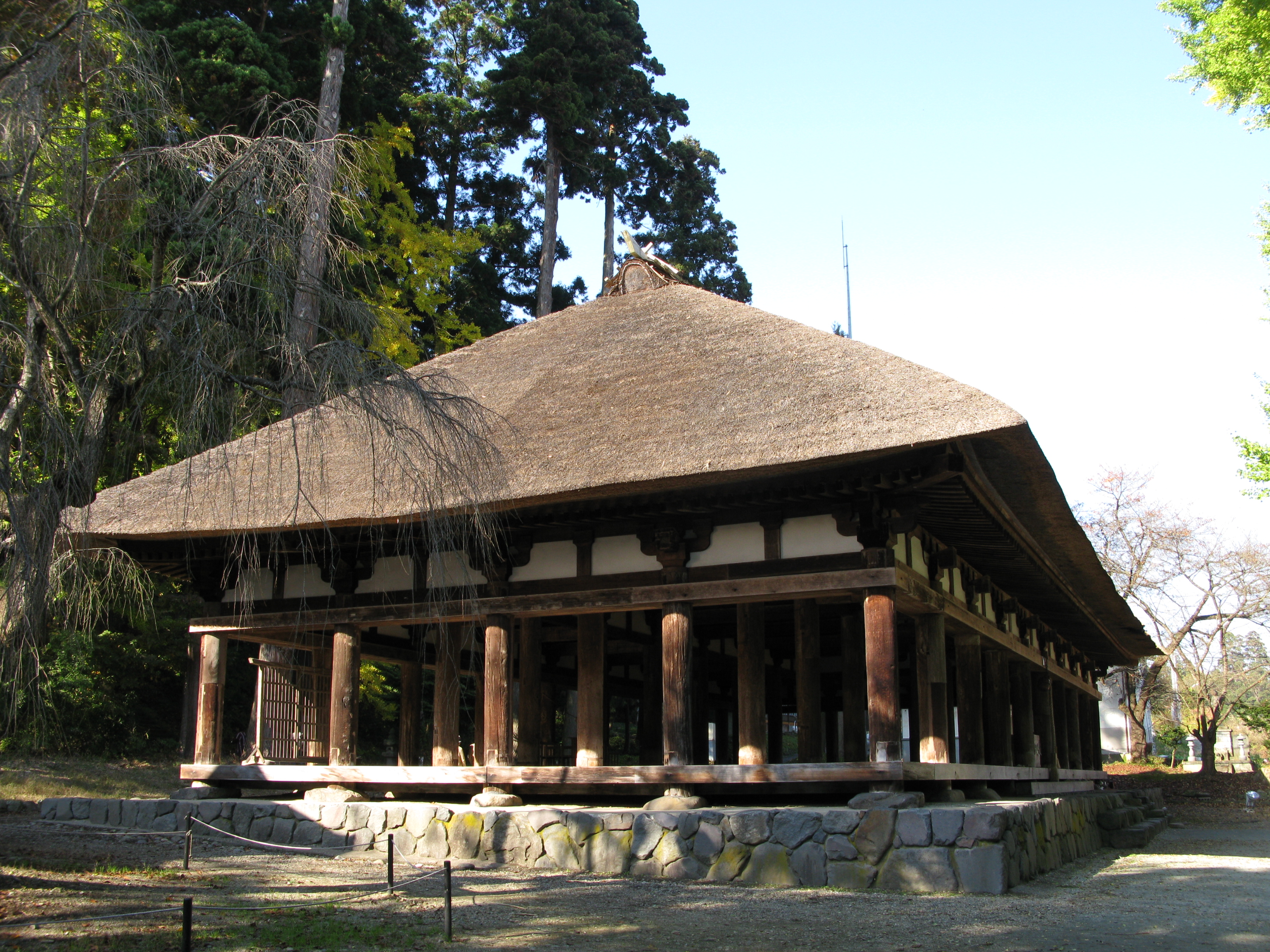
熊野神社長床（国の重要文化財）

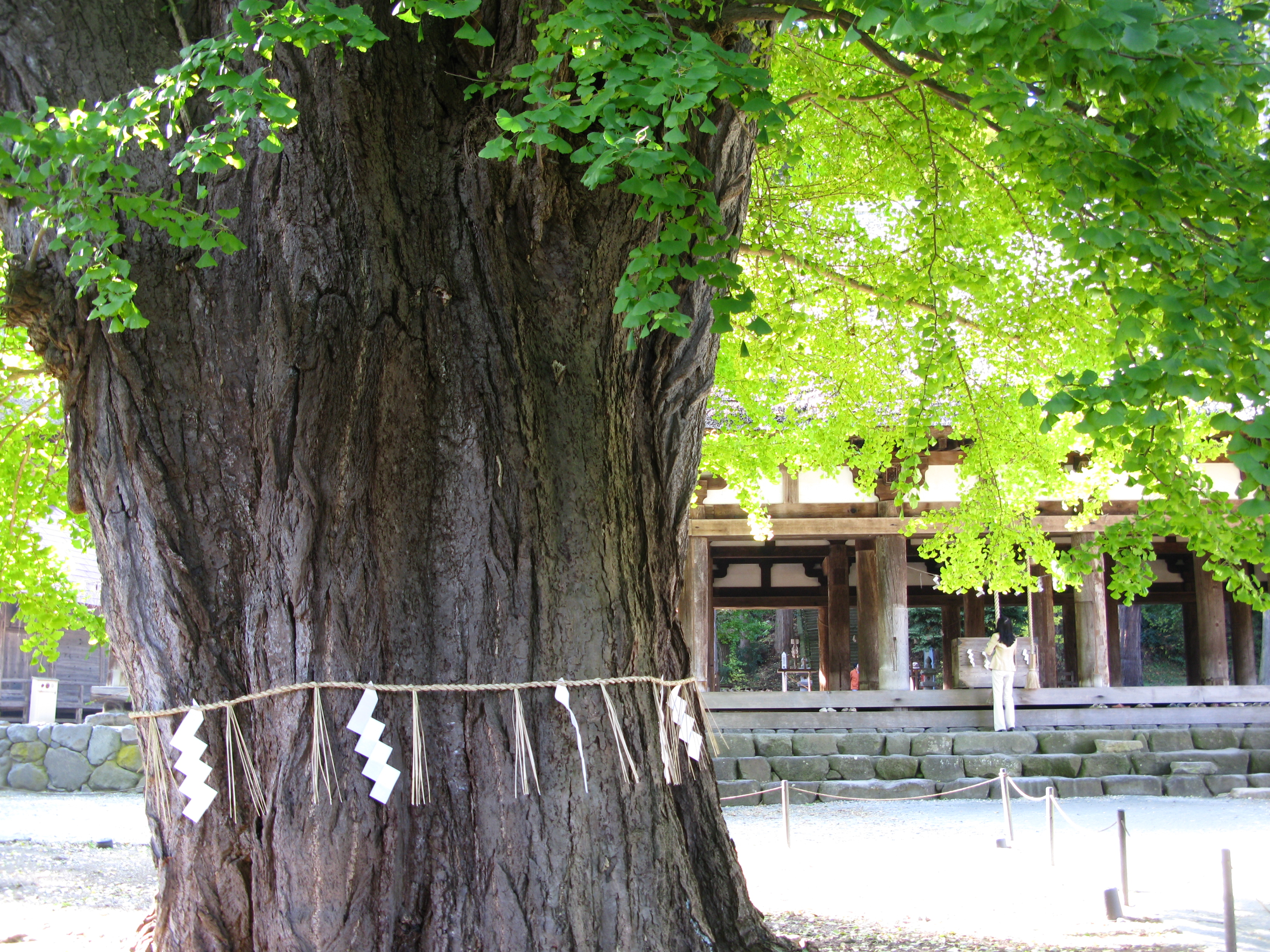
新宮熊野神社の大イチョウ

新宮熊野神社（しんぐうくまのじんじゃ）は福島県喜多方市慶徳町新宮にある神社。「新宮」と称しているが、本宮・新宮・那智の熊野三山を祀っている。旧社格は県社。
国の重要文化財に指定されている熊野神社長床（くまのじんじゃながとこ）と呼ばれている拝殿があることで有名である。現在は、長床のほか、熊野三社本殿、文殊堂、観音堂が残されている。また、長床前にある大イチョウは高さ30m・根本周り8.1mで樹齢は600年といわれ、喜多方市天然記念物に指定されている。

## 歴史
新宮熊野神社は、平安時代後期の天喜3年（1055年）前九年の役の際に源頼義が戦勝祈願のために熊野堂村（福島県会津若松市）に熊野神社を勧請したのが始まりであるといわれ、その後、寛治3年（1089年）後三年の役の時に頼義の子・義家が現在の地に熊野新宮社を遷座・造営したという。この時、同時に熊野本宮社を岩沢村（喜多方市上三宮町）、熊野那智社を宇津野村（喜多方市熱塩加納町宇津野）に遷座・造営したが、後年、この2社は新宮社に遷され、現在、神社には本宮・新宮・那智の3社が祀られている。
最盛期には300余の末社や寺院・霊堂が立ち並び、100人以上の神職がいたというが、12世紀末に越後の城長茂の押領により一時衰退した。その後、源頼朝によって200町歩の領田を与えられて再び勢力を取り戻した。奥州合戦後に会津を与えられた佐原義連の孫・時連は神社の北東に新宮城を築いて新宮氏を名乗り、これ以後約200年間会津盆地北西部（現在の喜多方市一帯）を支配することとなった。新宮氏は神社を守護神として崇め、多くの神器を寄進し、神社の保護に努めた。新宮氏が蘆名氏に滅ぼされると、後ろ盾を失ったことから神社は衰退していき、16世紀後半になると戦乱に巻き込まれた影響もあって社殿は荒れ果てたものになっていたという。
慶長年間に入り蒲生秀行が会津領主の時に50石を支給されたが、慶長16年（1611年）の会津地震で本殿以外の建物は全て倒壊してしまった。その後、慶長19年（1614年）、蒲生忠郷によってかつてのものよりも一回り小さい拝殿（長床）が再建され、会津松平氏時代は祈願所とされ、度々藩主の代参が行われた。明治時代初めに廃仏毀釈のあおりを受けて多くの仏像や文化財が失われてしまったが、神社は存続し、現在は神社近辺の集落住民で結成された保存会によって維持管理されている。

## 文化財
新宮熊野神社には平安時代から江戸時代にかけての多くの文化財が伝わっているが、これらの文化財は神社に隣接する宝物殿に保管されており、一般公開されている。ここでは、国の重要文化財及び福島県指定重要文化財に指定されたものを記載する。

### 重要文化財（国指定）
熊野神社長床
寄棟造、茅葺、正面9間、側面4間。建立年代は不明であるが、形式・技法から平安時代末期から鎌倉時代初期には拝殿として建立されたと思われる。その後、慶長16年（1611年）に大地震で倒壊し、同19年（1614年）に旧材を用いて再建されたが、かつてのものよりも一回り小さいものとなってしまった。その後、昭和38年（1963年）に国の重要文化財に指定され、同46年（1971年）～49年（1974年）にかけて解体修理復元工事が行われて、かつての姿に復元された。長床の平面は、間口27m・奥行12mの長方形で、直径1尺5寸（45.4cm）の円柱44本が10尺（3.03m）の間隔で10列×5列に並び、柱間はすべて吹き抜けで壁がない。柱上には平三斗（ひらみつと）の組物が置かれ、中備（なかぞなえ）には間斗束（けんとづか）が用いられているなど純然たる和様建築である。
銅鉢
銅鉢は神仏に米飯を供える食器の一種だが、修験道では洗米や賽銭受けに使用されていたという。新宮熊野神社に現存する銅鉢は、高さ28cm、口径62.5cm、高台径38cmの朝顔型の鉢で、暦応4年（1341年）の奉納銘がある。昭和34年（1959年）に国の重要文化財に指定された。

### 福島県指定重要文化財
- 熊野神社本殿
- 木造文殊菩薩騎獅像
- 熊野神社御神像
- 銅製鰐口
- 銅鐘
- 熊野山牛玉宝印版木・宝珠
- 大般若経・経櫃

## アクセス
- JR磐越西線 喜多方駅より南西に約5 km。平日はAIオンデマンド交通「のるーと」が利用可能。
- 会津縦貫北道路 塩川ICより車で約10分